# Sackville
Sackville es una parroquia canadiense situada en la provincia de Nuevo Brunswick.

## Superficie
Sackville tiene una superficie de 578,9 km².

## Demografía
En 2021, tenía 1204 habitantes, una densidad poblacional de 2,1 hab./km², y 549 viviendas.